# Métro léger de Teresina
Le Métro de Teresina (en portugais: Metrô de Teresina) est un système de train urbain diesel desservant l'agglomération urbaine de Teresina, capitale de l'état brésilien du Piauí. Il comprend une seule ligne reliant le centre de Teresina aux quartiers de l'est de la ville. L'existence de passages à niveau, et l'absence de protection d'intrusion piétonnière sr une partie du parcours ne permettent pas à cette voie ferrée d'être qualifiée de métro.

## Développement
Le Métro de Teresina est entré en service commercial le 5 juin 1991. Il circule du lundi au vendredi, offrant un trajet par heure dans chaque sens pendant les heures de pointe seulement. La fréquentation est d'environ 5000 voyageurs par jour.
Le 18 mars 2010, le métro est prolongé jusqu'au centre de la ville de Teresina avec l'ouverture de la station Engenheiro Alberto Tavares Silva.

## Réseau
Le réseau possède une seule ligne d'une longueur de 13 km et comprenant 9 stations. La ligne est à voie unique d'écartement métrique (1 000 mm) et non électrifiée. Les trains circulent à une vitesse moyenne de 30 km/h.

### Liste des stations
- Bandeira
- Matinha
- Frei Serafim
- Ilhotas
- Esperança
- Renascença
- Novo Horizonte
- Itararé
- Mercado